# Plan ewakuacji
Plan ewakuacji – piąty album studyjny Cool Kids of Death, wydany 10 października 2011 roku. Album promował teledysk do utworu "Plan ewakuacji".

## Spis utworów
1. "Intro"
2. "Chrystus"
3. "Karaibski"
4. "Plan ewakuacji"
5. "Dalej pójdę sam"
6. "Biała flaga"
7. "Matka noc"
8. "Wiemy wszystko"
9. "Na kredyt"
10. "Pas"
11. "Nie mam nic"
12. "Złe rzeczy"
13. "Wyłącz to"